# Retrat de Faustina Minor
El Retrat de Faustina Minor és un bust de marbre de Carrara procedent de la Torre Llauder, de Mataró.

## Descripció
Es tracta d'una testa esculpida en marbre de Luni-Carrara, que representa un personatge femení. Es va trobar de manera fortuïta al segle xix als terrenys de la masia de Torre Llauder, a Mataró. És el retrat d'una dona jove. Pels seus trets facials i el tipus de pentinat -cabell ondulat, clenxa al centre i monyo a l'alçada del clatell-, s'ha identificat com una imatge inspirada en l'emperadriu Faustina la Menor, esposa de Marc Aureli. Actualment es conserva al Museu de Mataró.
Al segle ii, era molt comú que a les cases benestants hi hagués retrats de la família imperial, ja que, a més de prestigi, els proporcionaven la protecció de ser un personatge divinitzat; en aquest cas representava la deessa de la bellesa i la patrona de la maternitat.